# Oksana Okunjewa
Oksana Hryhoriwna Okunjewa (ukrainisch Оксана Григорівна Окунєва; * 14. März 1990 in Mykolajiw, Ukrainische SSR, Sowjetunion) ist eine ukrainische Hochspringerin.

## Sportliche Laufbahn
2007 nahm Oksana Okunjewa an den Jugendweltmeisterschaften in Ostrava teil und belegte dort den sechsten Rang, wie auch bei den Junioreneuropameisterschaften 2009 in Novi Sad. In der Hallensaison 2011 belegte sie im Finale der Halleneuropameisterschaften den siebten Platz. Bei den Leichtathletik-U23-Europameisterschaften 2011 gewann sie die Silbermedaille und belegte bei der Sommer-Universiade im selben Jahr den achten Platz.
2012 qualifizierte sie sich für die Hallenweltmeisterschaften in Istanbul, bei denen sie die Qualifikation aber nicht überwand, ebenso bei den Weltmeisterschaften 2013 in Moskau. 2014 belegte sie bei den Europameisterschaften Platz sechs. Bei den Weltmeisterschaften in Peking 2015 scheiterte sie abermals in der Qualifikationsrunde.
Bei den Europameisterschaften 2016 landete sie mit einer Sprunghöhe von 1,89 m auf dem 6. Platz. Es folgte die Teilnahme an den Olympischen Spielen in Rio de Janeiro, bei denen sie das Finale der besten Zwölf aber verpasste. 2017 erzielte sie im Finale bei den Halleneuropameisterschaften den vierten Platz mit übersprungenen 1,92 m. Im Sommer 2017 schied sie bei den Weltmeisterschaften in London mit 1,89 m in der Qualifikation aus. Zwei Wochen später gewann sie mit 1,97 m den Titel bei der Universiade in Taipeh.
Bisher wurde sie sechsmal ukrainische Meisterin im Freien und viermal in der Halle.

## Bestleistungen
- Hochsprung (Freiluft): 1,98 m, 28. Juni 2014 in Berdytschiw
  - Halle: 1,94 m, 5. März 2011 in Paris
  - Halle: 1,94 m, 18. Februar 2017 in Sumy